# Uniunea Poștală Universală

Steagul uniunii

Uniunea Poștală Universală („UPU”, Franceză: Union postale universelle) este o organizație internațională care coordonează politicile poștale ale statelor membre și sistemul poștal global. 

Membrii uniunii cu albastru